# Soyuz T-8
Soyuz T-8 foi uma missão à estação espacial soviética Salyut, encerrada com apenas dois dias de duração devido a problemas no sistema de acoplagem automática da nave com a estação.

## Tripulação
| Posição                | Cosmonauta         |
| ---------------------- | ------------------ |
| Comandante             | Vladimir Titov     |
| Engenheiro de voo      | Gennady Strekalov  |
| Cosmonauta-pesquisador | Aleksandr Serebrov |

## Parâmetros da Missão
- Massa: 6850 kg
- Perigeu: 200 km
- Apogeu: 230 km
- Inclinação: 51.6°
- Período: 88.6 minutos

## Pontos altos da missão
Falhou na aterrissagem na Salyut 7 devido a problemas no sistema de aterrissagem automático.
Primeira falha de aterrissagem em uma estação espacial desde a Soyuz 33 em 1979. Quando a mortalha da lançamento se separou do foguete, ela levou consigo o braço mecânico da antena. O grupo acreditava que o braço continuava preso ao módulo orbital da nave espacial, e que ele não havia conseguido se posicionar no alvo. Então, eles movimentaram a nave com os propulsores numa tentativa de fazer a nave posicionar o alvo. Esta tentativa de aterrissagem consumiu muito combustível. Para garantir que restaria o suficiente para sair de órbita, os cosmonautas o sistema de controle de altitude e colocaram a Soyuz T-8 modo de rotação estabilizada semelhante aos que eram usados pelas Soyuz Ferries nos começo da década de 1970. A aterrissagem ocorreu normalmente.